# Forkortelse
 Denne artikel bør gennemlæses af en person med fagkendskab for at sikre den faglige korrekthed.

En forkortelse er en samling bogstaver, der står i stedet for et eller flere ord. Omfatter forkortelsen flere ord, dannes den ofte af forbogstaverne i de enkelte ord. De bruges typisk som kort form af hyppigt brugte udtryk og betegnelser eller som kort form af lange betegnelser.

## Organisationer og ting
Visse forkortelser dækker over bestemte organisationer og ting. Disse er ofte importeret fra fremmede sprog, skrives ofte med stort og benyttes både i tale og skrift.
Eksempler:
- DS står for Dansk Standard
- DSB står for Danske Statsbaner
- EU står for Den Europæiske Union
- wc står for Water Closet (toilet)
- RAF står for Royal Air Force eller Rote Armee Fraktion
- USA står for United States of America
- pc står for Personal Computer
- FBI står for Federal Bureau of Investigation
- CIA står for Central Intelligence Agency
- HTML står for Hyper Text Markup Language
- NASA står for National space Aeronautics and Space Agency
- NSA står for National Security Agency (eller i vittige kredse No Such Agency, på grund af dens påståede ringe kendskab i den almindelige befolkning)

I nogle tilfælde kan et firma eller organisation ligefrem vælge at udskifte deres oprindelige officielle navn med den måske mere kendte forkortelse.
Eksempler:
- DR stod oprindelig for Danmarks Radio
- Nesa stod oprindelig for Nordsjællands Elektricitets- og Sporvejsaktieselskab (da med stort, NESA)
- TDC står egentlig for Tele Danmark Communication
- SSR står for Hjemmeværnets Særlig Støtte og Rekognosceringskompagni men den militære enhed er kun kendt som SSR.

## Dagligdags
Andre forkortelser, som dækker over mere generelle udtryk, skrives med småt og benyttes kun i skrift.
Eksempler:
- osv. står for "og så videre"
- s. står for "side" (efterfulgt af nummer)
- kr. står for "kroner" (med beløb foran eller bagefter) – Kr. kan også stå for "Kirke" i bynavne
- frk. står for "Frøken" (benyttes kun ved navngivning)

Måleenheder forkortes tilsvarende men vel at mærke uden efterfølgende punktum. Flademål angives i metersystemet ved at tilføje et ² mens rummål tilføjes et ³.
Eksempler:
- m står for meter
- km² står for kvadratkilometer
- cm³ står for kubikcentimeter

## Intern brug
Inden for nogle fagområder, organisationer og virksomheder benytter man forkortelser af bestemte ting til intern brug.
Eksemper på DSB-forkortelser for stationer:
- Kh = Københavns Hovedbanegård
- Od = Odense
- Fa = Fredericia
- Så = Skodsborg (kreativ forkortelse da mere oplagte så som Sk var optaget, her af Skive)

Visse interne forkortelser kan have en mere udbredt betydning, selv om der egentlig stadigvæk er tale om forkortelser til intern brug. SU benyttes for eksempel som forkortelse for samarbejdsudvalg – et organ for drøftelser mellem arbejdsgivere og ansatte, og bruges både indenfor både fagforeninger såvel som statslige og private organisationer. Det kan give forvirring for fx studerende, da SU samtidig står for Statens Uddannelsesstøtte. (s.u. – med "småt" og punktummer – er i øvrigt forkortelse for svar udbedes).

## Bogstaver med betydning
Noget der ikke er forkortelser men ligner det til forveksling er de tilfælde hvor forskellige bogstaver tillægges bestemte betydninger. Det er nyttigt ved intern brug, i det det sikrer entydighed og forhindrer forvekslinger. Til gengæld kan det godt give anledning til forvirring for udenforstående, fordi nogle bogstaver faktisk passer til deres betydning, mens andre ikke gør.
Et eksempel på det kan være partibogstaver ved danske valg. Her tildeles hvert parti et bogstav der imidlertid ikke nødvendigvis svarer til dem der bruges i daglig omtale og som kan være partibogstaver for helt andre partier. Eksempler:
- A = Socialdemokratiet (til daglig forkortet S)
- S = Slesvigsk Parti (til daglig forkortet Slesv.P.)
- C = Det Konservative Folkeparti (til daglig forkortet K eller KF)
- K = Kristendemokraterne (til daglig forkortet KD)